# PGC 12535
LEDA/PGC 12535 ist eine ringförmige Balken-Spiralgalaxie vom Hubble-Typ SB(R) im Sternbild Perseus am Nordsternhimmel. Sie ist schätzungsweise 309 Millionen Lichtjahre von der Milchstraße entfernt.